# Theodor Souchay

Theodor Souchay

Conrad Theodor Souchay (* 30. Dezember 1833 in Lübeck; † 26. Dezember 1903 in Cannstatt) war ein deutscher Landwirt und Dichter.

## Leben und Wirken
Souchay stammte aus einer wohlhabenden hugenottischen Kaufmannsfamilie, die im 18. Jahrhundert aus Frankreich über Hanau nach Lübeck gekommen war. Er war der Sohn von Marc André Souchay (1796–1868) und seiner Ehefrau Elisabeth Louise Betty (1806–1842), der Tochter von Röttger Ganslandt. Emanuel Geibel war sein Cousin. Bis zu seinem 13. Lebensjahr besuchte er das dortige Katharineum. Seine weitere Ausbildung empfing er in der Benderschen Erziehungsanstalt in Weinheim bei Heidelberg und auf dem Stuttgarter Obergymnasium. Entschlossen, Landwirt zu werden, machte er zunächst auf verschiedenen norddeutschen Gütern eine praktische Lehrzeit durch und ging dann für ein Jahr an die landwirtschaftliche Akademie in Hohenheim. Er war mit Stuttgarter Künstlern befreundet und überlegte, selbst eine künstlerische Laufbahn einzuschlagen. Doch er blieb zunächst bei der Landwirtschaft, kehrte nach Norddeutschland zurück und praktizierte noch ein Jahr auf der Lübecker Domäne Behlendorf. 1859 übernahm er das Gut Margarethenhof am Wardersee (heute Ortsteil von Rohlstorf), das sein Vater für ihn von Kuno zu Rantzau-Breitenburg erworben hatte. Durch sein Erbe in die Lage versetzt, unabhängig leben zu können, verkaufte er Margarethenhof an Wilhelm Stolterfoht und siedelte 1863 nach Stuttgart über. Gegen Ende der 1860er Jahre lebte er vorübergehend in Heidelberg; 1871 ließ er sich auf Dauer in Cannstatt nieder.
Seit 1860 war er verheiratet mit der Tübinger Professorentochter Johanna Marie Friedericke Knaus (1838–1889), einer Tochter von Karl Knaus (1801–1844). Das Paar hatte zwei Söhne (Marc André 1861–1944; Konrad Theodor 1864–1923) und eine Tochter (Wilhelmine Marie 1863–1942).
Souchay galt einigen als feinsinniger, formgewandter Lyriker, anderen als Epigone und Verfasser von poetischen Nippessachen. Einige seiner Dichtungen, wie etwa Gruß dir, mein Cannstatt, blieben durch ihre Vertonungen lebendig. Daneben schuf er eine Anzahl von Texten für Oratorien und Kantaten Arnold Krugs.
Theodor Souchay ist der Großvater väterlicherseits des Komponisten Marc-André Souchay.

## Werke
- Gedichte. 1873
- Frisch vom Herzen! Lieder und Dichtungen. 1886
- Kyffhäuser. Dramatische Szene von Theodor Souchay; Musik: Joseph Anton Mayer 1895[4]
- Lieder des Lebens. Neue lyrische und epische Dichtungen. 1899
- Elegien. 1902